# 顏日愉
顏日愉（？—1641年），字华阳。浙江上虞人。明末政治人物。

## 生平
原名顏洪節，字德操，刑部郎中颜洪范之弟。萬曆三十一年（1603年）癸卯科浙江鄉試举人。天啓中，擔任葉縣縣令，有惠政，遷陕西静宁知州，又参与镇压罗汝才，迁升為开封府同知，曾攝澠池、滎陽二縣事，再擢拔為南陽府知府。崇禎十四年（1641年），张献忠農民軍冒雨攻城，颜日愉親自出面抵抗。頭部中箭，死於城上。南陽知縣姚運熙同殉。其子顏瑋扶櫬而歸。贈太僕寺卿。清乾隆四十一年，赐谥忠烈，入祀忠義祠。